# Tumpek György
Tumpek György (Kispest, 1929. január 27. – Budapest, 2022. december 21.) olimpiai bronzérmes és Európa-bajnok magyar úszó, edző. Pályafutása során 24 országos, 11 Európa-  és 7 világcsúcsot állított fel.

## Pályafutása
Az 1956. évi nyári Olimpiai játékok férfi 200 méteres pillangóúszás számában bronzérmes lett. Az 1954-es Európa-bajnokságon 200 méter pillangón Európa-bajnok lett, 1958-ban a 4×100 méteres férfi vegyes váltó tagjaként ezüstérmes lett. 
Komolyabban azonban csak 16 éves korában kezdett el úszni, Ekkor került a Csepeli MTK-ba,( Weiss Manfréd Vállalatok Testedző Köre )
A száz gyorson elért 1:01-1:02-es eredményekből még nem lehetett semmi extrára következtetni.
Az 1950-es év hozta meg az igazi fordulatot.
„Az 1949-ben alakult Budapesti Honvéd egy évvel később életre hívta a sportszázadot. Sárosi Imre „Mesti” kezei alá került, akinél már háton és gyorson egyaránt az ország első négy úszója közé számított. Ám egyáltalán nem szakadt meg az edzéseken, a Mesti pedig világklasszisokkal volt körülvéve. Neki igazán nem volt fontos, viszi-e valamire?”
1951-ben már négyszeres magyar bajnok lett, majd a berlini Főiskolai Vb-n is háromszor állhatott fel a dobogó tetejére.
A Nemzetközi Úszó Szövetség 1953 elején forradalmasította a pillangóúszást a delfin lábtempó bevezetésével.
„Ekkor már nagyon jól úszott. A bukaresti VIT versenyein két számban is győzött, az 1954-es, torinói Európa-bajnokságon pedig a 200 méteres táv első kontinensbajnoka lett.
1958-ban a Budapesti Úszó EB-n bejelentette visszavonulást ennek ellenére 1959-ben 1960-ban és 1961-ben is indult versenyeken. , 1957-ben  kezdte az edzősködést a BHSE Dózsa György úti Sporttelepén a frissen elkészült és átadott uszodában. 
„Voltak jó versenyzőim, így Kiricsi János, Gulrich József, Kucsera Gábor, egy ideig nálam úszott a későbbi vízilabdázó, Görgényi István és a jelenlegi szövetségi kapitány, Kiss László is. A legnagyobb tehetség alighanem a mellúszó Kiss Éva volt;
52 magyar bajnokot nevelt.

## Rekordjai
```
   1,     1953. május 31. Hajós Alfréd Nemzeti Sportuszoda
Budapesti Munkaerő-tartalékok meghívásos versenye 100 m pillangó
1:04,3 mp időeredménnyel. Régi. Klein (NSZK) 1:05, 8 mp.
2,   1953.  június 25. Császár uszoda, Bp. Honvéd sportköri versenye.
100 m pillangó. 1:03,4 mp időeredménnyel. Régi. Tumpek 1:04,3.
3,  1954.  augusztus 1.  Hajós Alfréd Nemzeti Sportuszoda Főiskolai vb.
100 m pillangó. 1:02,3 mp Régi. Tumpek 1:03.4
4 , 1954.  november 20. Székesfehérvári uszoda 100 m pillangó
     1 : 02,1 mp Régi, Tumpek 1:02,3
5, 1954. december 21. Hajós Alfréd Nemzeti Sportuszoda, az Ideiglenes
    Kormány megalakulásának tizedik évfordulójára a Budapesti
   Testnevelési és Sport Bizottság által rendezett úszóversenyen 100 m
    pillangó  1:02 mp  Régi. Tumpek 1:02,1 mp.
6, 1954. augusztus 5. Hajós Alfréd Nemzeti Sportuszoda Főiskolai vb.
 4 x 100 m  Nemzeti vegyes váltó tagjaként  Magyar (hát) 1:05, 8 mp,
      Utassy (mell) 1:12,8 mp, Tumpek (pillangó) 1:02,6 mp,
      Nyéki (gyors) 56 , 9 .  4:18,1 mp időeredménnyel új Világ,
      Európa, Főiskolai vb, és magyar országos csúcs.
      Régi, Szovjetunió 4:19 mp időeredménnyel.
   Ezek a világrekordok 33, 1 / 3-os medencékben születtek, a
  Nemzetközi Úszó Szövetség 1957-es szabálymódosítását követően
  csak az 50 méteres medencében elért rekordok lettek hitelesítve.
  7, 1957. május 26. Hajós Alfréd Nemzeti Sportuszoda, a Bp. Honvéd
      úszóversenyén 100 m pillangó 1:03,4 mp időeredménnyel.
      Régi 1:03,5 mp.
      Időmérők : Stampfer 1:03,4 , Boros 1:03,3 , Kugler 1:03,4 mp.
```

200 m pillangó
- 2:40,8 (1950. december 22., Budapest) országos csúcs[4][5]
- 2:40,4 (1950. december 26., Budapest) országos csúcs[4]
- 2:37,0 (1951. december 8., Budapest) országos csúcs[4][6]
- 2:36,4 (1953. május 9., Budapest) országos csúcs[4][7]
- 2:36,2 (1953. június 28., Budapest) országos csúcs[4][8]
- 2:34,2 (1953. augusztus 29., Budapest) országos csúcs[4][9]
- 2:33,6 (1953. szeptember 5., Budapest) országos csúcs[4][10]
- 2:30,6 (1954. augusztus 3., Budapest) országos csúcs[4][11]
- 2:29,0 (1955. szeptember 4., Budapest) országos csúcs[12]
- 2:25,7 (1955. szeptember 15., München) országos csúcs[4][13]
- 2:24,7 (1955. szeptember 18., Karlsruhe) országos csúcs[4][14]
- 2:21,7 (1956. június 19., München) országos csúcs[4][15]
- 2:23,3 (1956. november 30., Melbourne) 1957. május 1-től országos csúcs[16]